# Дубновеллаун
Дубновеллаун (Dubnovellaunus) — вождь кантіїв у другій половині першого століття до нашої ери.
Першим серед кантійських правителів почав випускати іменні монети. Деякі з цих монет датуються 40 — 30 роками до н. е. Монети були виготовлені зі срібла, на яких були зображені три конячі голови з шестикутною зіркою, а також по краях монет було викарбувано «DVBNOVELLAV». В кінці І ст. до н. е вигляд монет свідчить про більш розвинуті зв'язки кантіїв з римською Галлією. Існували також інші монети, наприклад Восеніоса — в перших роках першого століття нашої ери, що дає підстави стверджувати про можлливе співправління Дубновеллауна і Восеніоса. Також існували іменні монети Епілла. В записах Августа Дубновеллаун згадується як другий прохач до нього від кантіїв чи триновантів разом з Тінкомаром — вождем атребатів в 7 році до н. е.
На прохання свого батька Аддедомара (Addedomarus) — короля триновантів, Дубновеллаун став його спадкоємцем правління над триновантами в 10 — 5 роках до н. е., цим, можливо, і можна пояснити згадування Октавіаном Дубновеллауна як представника від триновантів. Тож можна зробити висновок, що Дубновеллаун — вождь кантіїв і Дубновеллаун — вождь триновантів — це одна людина.